# Скала Фрэгглов
«Скала Фрэгглов» («Фрэггл-Рок», англ. Fraggle Rock) — детский телевизионный сериал, транслировавшийся в США, Канаде, Новой Зеландии и Великобритании с 1983 по 1987 год. В общей сложности было снято 96 эпизодов (5 сезонов).
Основные действующие лица — фрэгглы, куклы-маппеты Джима Хенсона. Мир «Скалы Фрэгглов» представляет собой довольно сложную систему симбиотических отношений между различными «расами» существ, аллегорию на человеческий мир, в котором каждая община не имеет чёткого представления о том, насколько важной является её связь с остальными общинами. Создание этого аллегорического мира позволило одновременно как развлекать зрителя, так и раскрывать перед ним серьёзные проблемы: предубеждения, духовности, самоопределения, окружающей среды и социального конфликта. В «Скале Фрэгглов» изначально предполагалось не упрощать отдельные вопросы, а иллюстрировать последствия и возникающие в связи с определёнными действиями и отношениями сложности.
Сериал с самого начала планировался для международного рынка, поэтому «человеческий сегмент» снимался сразу в нескольких версиях, адаптированных под определённую страну: помимо североамериканской версии с изобретателем Доком, были сняты британская версия, в которой моряк живёт на острове, немецкая, тоже с мастерской изобретателя Дока, и французская, в которой пекарь Док живёт в доме своего почившего дяди-изобретателя. Во всех версиях у человека живёт собака.
«Скала Фрэгглов» стала мировым хитом, как и «Улица Сезам», и «Маппет-шоу». В период трансляции сериала главная музыкальная тема шоу «Fraggle Rock Theme» достигала в Британских чартах 33 места.
Фрэгглов (в большинстве сцен) изображают тростевые куклы, дузеров — механические фигурки, а горгов — ростовые куклы.

## Обитатели «Скалы Фрэгглов»

### Фрэглы
Фрэгглы — гуманоидные существа высотой около 56 см (22 дюйма), разнообразной окраски и с кисточками на хвостах. Фрэглы населяют систему пещер, называемую Скалой Фрэгглов, наполненную всевозможными существами и предметами. Скала Фрэгглов граничит, по меньшей мере, с двумя другими мирами — людей и горгов. Фрэгглы живут беззаботной жизнью, проводя большую часть времени в играх, исследованиях и развлечении себя вообще. Питаются в основном редисом и «соломкой дузеров» (см. ниже). Фрэгглы обладают способностью разделять сны. Если перед тем, как заснуть, фрэгглы соприкасаются головами, то один фрэггл впоследствии может проникнуть в сон другого. Для того, чтобы в сон одного фрэггла проникло сразу несколько других фрэгглов, головами должны соприкасаться все участники.
В сериале освещается жизнь определённой группы фрэглов, в которую входят Гобо, Моки, Рэд, Уэмбли и Бубер, каждый из которых наделён яркой индивидуальностью.

#### Главные персонажи
Гобо — «лидер», нехарактерно для фрэгглов рассудительный и практичный, предпочитает брать ситуацию под свой контроль. Гобо играет на гитаре (сделанной из тыквы) и часто отправляется в исследовательские экспедиции по малоизученным туннелям Скалы Фрэгглов, скорее потому, что чувствует себя обязанным, будучи племянником дяди Мэтта Путешественника, нежели из собственных наклонностей.
Моки — высоко духовная и творческая натура, обычно тихая и созерцательная, но временами может быть и раздражительной. Моки — оптимист в своей группе, старается видеть во всём и всех самое лучшее и указывающая своим друзьям на светлые стороны любых ситуаций.
Рэд — полная противоположность своей подруги Моки, задорная и спортивная, одна из лучших пловцов среди фрэгглов. Она скептически относится к задумкам своих друзей и часто дразнит Гобо его дядей Странствующим Мэттом (нарочито зевая, когда тот читает дядины открытки). Рэд, как и Гобо, тоже стремится всё контролировать, между ними часто возникает соперничество.
Уэмбли — лучший друг Гобо, нервный и патологически нерешительный (в основном потому, что он боится задеть чьи-то чувства). Глагол «уэмблить» на языке фрэгглов используется для обозначения нерешительности. Начиная с эпизода «30-минутная рабочая неделя», Уэмбли работает в пожарном депо сиреной.
Бубер — депрессивный и пессимистичный, его любимое занятие — стирка носков (хотя фрэгглы, судя по всему, большую часть времени вовсе не носят никакой обуви). Бубер практически постоянно мрачен, подвержен ипохондрии и имеет аллергию на собак. Бубер также является поваром Скалы Фрэгглов.

#### Прочие фрэглы
Кантус и Менестрели, постоянно перемещающиеся по пещерам и несколько раз останавливавшиеся в Скале Фрэгглов. Вдохновляют фрэгглов на написание собственных песен.
Убедительный Джон (Уговорщик Джон) — фрэггл, похожий на телевизионного проповедника, своими быстрыми музыкальными номерами способный склонить остальных фрэгглов к чему угодно, как заставить Рэд надеть на глаза повязку, так и убедить всех фрэгглов прекратить есть постройки дузеров. («Он может горга убедить в том, что тот является дузером!») Убедительный Джон живёт отдельно от остальных фрэгглов: предполагается, что эта «ссылка», или «карантин», оберегает фрэгглов от беспорядочного склонения фрэгглов ко всему подряд.
Хенчи Фрэгл — помощник Старейшего Из Фрэгглов. Его роль — поправлять Старейшего Из Фрэгглов и получать от него тростью по носу после того, как тот воскликнет «Я это знаю!»
Большой Марвин — толстый фрэггл, обожающий перекусить, но также и поплавать.
Обратное Дно — альтер эго Бубера. В противоположность последнему смешной, громкий и безалаберный. Иногда появляясь в снах Бубера, создаёт много проблем.
Рассказчица живёт где-то в туннелях Скалы Фрэгглов и рассказывает фрэгглам историю об ужасном туннеле. Страстно влюблена в Странствующего Мэтта, что открывается, когда она рассказывает историю о его первом приключении.
Дядя Мэтт Путешественник — исследователь и знаменитый дядя Гобо. Проводит большую часть времени в «открытом космосе» (которым ему представляется человеческий мир) и посылает открытки с описанием своих приключений племяннику. Часто сталкивается с ежедневной деятельностью людей, которых фрэгглы называют «глупыми существами».
Старейший Из Фрэгглов — старейшина фрэгглов, официальный глава церемоний и чрезвычайных собраний. Впервые появляется в эпизоде «Палец света». Старейший из Фрэгглов определённо пользуется большим почтением фрэгглов, но не является их лидером. Его роль скорее церемониальна, он председательствует во время больших игр и ведёт собрания, но не устанавливает никаких правил.

### Дузеры
Внутри Скалы Фрэгглов живёт другой вид маленьких гуманоидных зелёных муравьиноподобных существ. Высотой около 15 см (6 дюймов), и достигая обычному фрэгглу до колена, дузеры являются в каком-то смысле антифрэгглами. Их жизнь посвящена работе и производству. Дузеры в основном проводят время за строительством разнообразных лесов по всей площади Скалы Фрэгглов, используя миниатюрные инструменты, в касках и рабочих ботинках. Никто, и кажется, даже сами дузеры, не понимает действительного назначения их замысловатых и красивых конструкций. Прототипы трудоголиков озабоченных работой ради работы.
Зачастую строительство сопровождается маршевыми песнями и всевозможными дузерскими напевами. Для того, чтобы работа никогда не переводилась, дузеры строят свои конструкции из съедобного карамелеподобного материала (производящегося из редиса), который очень любят фрэгглы. Они хотят, чтобы фрэгглы поедали их постройки, потому как считают, что «архитектурой нужно наслаждаться», и для того, чтобы процесс стройки не прекращался. В принципе, это практически единственный вид взаимодействия между фрэгглами и дузерами. Дузеры проводят своё время в строительстве, а фрэгглы — в поедании дузерских построек. Таким образом они формируют необычный вид симбиоза.
Тема симбиоза поднималась в одном из эпизодов, в котором Моки призвала фрэгглов не уничтожать постройки дузеров, так как те очень много времени проводят, их создавая. Скала Фрэгглов очень быстро оказалась заполненной дузерскими конструкциями, и дузерам не осталось места для нового строительства. Когда пространство закончилось, дузеры решили, что им пора перебираться в другое место, потому что фрэгглы больше не едят их конструкции. Эпизод включал трагическую сцену разговора матери и дочери дузеров, где первая объясняла второй, что в мире не все вещи устроены правильно, и утешала её тем, что скоро они отправятся в новое место, где их постройки кто-то будет поедать. Случайно услышав этот разговор, Моки понимает, что дузеры не имели ничего против поедания их построек, так как это позволяло им строить бесконечно. В результате Моки снимает запрет на поедание строений и призывает фрэгглов к активному их поглощению, как раз вовремя, чтобы убедить дузеров остаться.

### Глупые Существа Открытого Космоса
Дядя Гобо, Странствующий Мэтт, отправляется исследовать Открытый Космос, откуда регулярно присылает племяннику открытки. Люди известны фрэгглам как «Глупые Существа» благодаря дяде Мэтту, который, сталкиваясь с человеческой деятельностью, так описывает их в своих посланиях.
Связь между Скалой Фрэгглов и человеческим миром осуществляется через небольшую дыру в стене мастерской эксцентричного изобретателя, именуемого «Док», и Гобо приходится пробираться в мастерскую, чтобы вынимать открытки из корзины для бумаг, куда Док их выбрасывает. Док не подозревает о существовании фрэгглов, но его собака Спрокет видит их и безуспешно пытается доказать их существование хозяину.
В последнем эпизоде открывается настоящее имя Дока — Джером Кристал. В предпоследнем эпизоде Док наконец узнаёт о существовании фрэгглов, а в последнем заводит с ними дружбу.

### Горги
Со стороны другого выхода из Скалы Фрэгглов живёт маленькая семья горгов, гигантских лохматых гуманоидов высотою 6 метров (22 фута). Муж и жена считают себя Королём и Королевой Вселенной, а своего сына Джуниора — наследным принцем, однако, судя по внешнему виду, они скорее напоминают фермеров. Во втором эпизоде первого сезона выясняется, что горги никогда не встречали никого, кроме друг друга, что говорит о том, что титулы Короля и Королевы Вселенной они присвоили себе сами. Горги воспринимают фрэгглов как паразитов, так как те воруют у них редис. В одном из эпизодов открывается, что горги используют редис для приготовления «антиисчезающего крема», который не даёт им сделаться невидимыми. Таким образом, три основные расы Скалы Фрэгглов — фрэгглы, дузеры и горги, — оказываются каждая в своём роде зависимыми от редиса. В то время как Король и Королева считают фрэгглов отвратительными паразитами, Джуниору доставляет радость охота за фрэгглами, их поимка и пленение, примерно так, как мальчику доставляет радость ловить жуков и ящериц. Однако когда фрэгглы попали в беду из-за нового изобретения родителей, заставляющих их «остановиться», он, не задумываясь, спас их. В одной из серий искренне горюет, думая, что убил фрэггла (который оказался тряпичным чучелом). Да и фрэгглы боятся его меньше, чем его родителей, и тоже помогали ему в некоторых делах. Образ горгов был разработан художественным директором Дугласом Куком на острове Уайт.

### Марджори, Куча Мусора
Куча Мусора — мудрое существо, «оракул», по сути свалка горгов. Вместе со своими болтливыми глашатаями она обитает рядом с садом горгов, даёт фрэгглам советы и указания, к которым фрэгглы относятся с почтением, но без пиетета. Куча Мусора обладает некоторыми магическими способностями (например, телепатией и способностью телепортировать предметы или фрэгглов), которые она, впрочем, использует нечасто.

#### Фило и Ганж
Вестники Кучи Мусора, они часто представляют её «всезнающей, всевидящей Кучей Мусора». Их роль заключается в изречении глупых шуток и каламбуров. Фило и Ганж присматривают за Кучей Мусора; если они покидают её надолго, Куча Мусора начинает умирать.

## Продолжения
В 1987 году в США транслировался один сезон анимационного сериала Fraggle Rock. В том же году в США и Канаде был показан рождественский телефильм A Muppet Family Christmas, являющийся кроссовером «Маппет-шоу» и «Скалы Фрэгглов». В 2013 в США и Австралии транслировался спин-офф The Doozers, в котором основными героями выступали дузеры. С 2005 года ведутся разговоры о возможных съёмках кинофильма по мотивам сериала, однако проект всё время откладывался, а затем и вовсе был отменён в пользу перезагрузки сериала. 20 января 2022 года на Apple TV+ вышла перезагрузка «Гора Фрэгглов: возвращение в пещеру» (англ. Fraggle Rock: Back to the Rock).